# Guatteria liesneri
Guatteria liesneri este o specie de plante angiosperme din genul Guatteria, familia Annonaceae, descrisă de David Mark Johnson și Nancy A. Murray. Conform Catalogue of Life specia Guatteria liesneri nu are subspecii cunoscute.